# Kanton Valserhône
Der Kanton Valserhône (früher Bellegarde-sur-Valserine)  ist ein französischer Wahlkreis im Département Ain in der Region Auvergne-Rhône-Alpes. Er umfasst zwölf Gemeinden im Arrondissement Nantua, sein bureau centralisateur ist in Valserhône.

## Gemeinden
Der Kanton besteht aus zwölf Gemeinden mit insgesamt 21.657 Einwohnern (Stand: 1. Januar 2022) auf einer Gesamtfläche von 225,76 km²:
| Gemeinde              | Einwohner 1. Januar 2022 | Fläche km² | Dichte Einw./km² | Code INSEE | Postleitzahl |
| --------------------- | ------------------------ | ---------- | ---------------- | ---------- | ------------ |
| Billiat               | 669                      | 13,70      | 49               | 01044      | 01200        |
| Champfromier          | 709                      | 32,40      | 22               | 01081      | 01410        |
| Chanay                | 595                      | 18,10      | 33               | 01082      | 01420        |
| Confort               | 676                      | 11,66      | 58               | 01114      | 01200        |
| Giron                 | 174                      | 9,39       | 19               | 01174      | 01130        |
| Injoux-Génissiat      | 1.123                    | 29,61      | 38               | 01189      | 01200        |
| Montanges             | 348                      | 13,70      | 25               | 01257      | 01200        |
| Plagne                | 166                      | 6,20       | 27               | 01298      | 01130        |
| Saint-Germain-de-Joux | 505                      | 11,27      | 45               | 01357      | 01130        |
| Surjoux-Lhopital      | 140                      | 7,99       | 18               | 01215      | 01420        |
| Valserhône            | 16.162                   | 62,53      | 258              | 01033      | 01200        |
| Villes                | 390                      | 9,21       | 42               | 01448      | 01200        |
| Kanton Valserhône     | 21.657                   | 225,76     | 96               | 0103       | –            |

Der Kanton hat damit jetzt denselben Zuschnitt wie die bereits 2002 gegründete Communauté de communes du Pays Bellegardien. Vor der Neuordnung bestand der Kanton Bellegarde-sur-Valserine aus den 12 Gemeinden Bellegarde-sur-Valserine, Billiat, Champfromier, Châtillon-en-Michaille, Giron, Injoux-Génissiat, Lhôpital, Montanges, Plagne, Saint-Germain-de-Joux, Surjoux und Villes. Sein Zuschnitt entsprach einer Fläche von 186,34 km2. Sein INSEE-Code (0103) hat sich nicht geändert.

## Veränderungen im Gemeindebestand seit der landesweiten Neuordnung der Kantone
2019:
- Fusion Lhôpital und Surjoux → Surjoux-Lhopital
- Fusion Bellegarde-sur-Valserine, Châtillon-en-Michaille und Lancrans → Valserhône

## Einwohner
| Bevölkerungsentwicklung | Bevölkerungsentwicklung |
| Jahr                    | Einwohner               |
| ----------------------- | ----------------------- |
| 1962                    | 13.438                  |
| 1968                    | 15.084                  |
| 1975                    | 15.992                  |
| 1982                    | 15.657                  |
| 1990                    | 16.341                  |
| 1999                    | 16.788                  |
| 2006                    | 17.336                  |
| 2011                    | 18.674                  |

## Politik
| Vertreter im conseil général des Départements | Vertreter im conseil général des Départements | Vertreter im conseil général des Départements |
| Amtszeit                                      | Name                                          | Partei                                        |
| --------------------------------------------- | --------------------------------------------- | --------------------------------------------- |
| 1973–1979                                     | Marcel Berthet                                | PCF                                           |
| 1979–2002                                     | Gérard Armand                                 | RPR                                           |
| 2002–2015                                     | Guy Larmanjat                                 | PS                                            |
| 2015–                                         | Myriam Bouvet-Multon Guy Larmanjat            | UG                                            |